# 哥倫比亞納縣
哥倫比亞納縣（英語：Columbiana County）是位於美国俄亥俄州東部的一個縣，東鄰宾夕法尼亚州、西維吉尼亞州，面積1,386平方公里。根據2020年美國人口普查，共有人口10萬1,877人。縣治里斯本。該縣成立於1829年，縣名紀念「發現」美洲大陸的克里斯托弗·哥伦布。